# マルチメディア機
マルチメディア機（マルチメディアき、マルチメディアプレイヤー）とは、コンシューマ向けのパソコンとゲーム機の中間的な存在のものを総称してこう呼ぶが、明確に決められた定義はない。
CD-ROMドライブを搭載し、ゲーム用コントローラ程度の簡素な入力機器、入力に応じた動画や音声をテレビに出力する機能を持つ。学習ソフト、映像コンテンツなど主にゲーム以外のソフトウェアを体験することを主目的としたものを指す。
主な特徴は、次の通り。
- ゲーム機と同様に家庭用テレビに接続できる。
- ゲーム機と同様の、方向キーと数個のボタンを用いたコントローラが付属する。ゲーム機のコントローラーと共用のものもある。
- キーボードは付属していない。必要な場合は、別売りのものを購入する。
- 動画・音声の再生機能に重点を置いたものが多い。
- 価格帯は同程度の性能を持つパソコンより安いが、ゲーム機よりはやや高いものが多い。

提供されるソフトウェアは、キーボードを要しない操作系統や、家庭用テレビの解像度にあわせた大きな文字を採用しているなど、ゲーム機用のものに近い特性をもつものが多い。
パソコンと互換性を持たせたものもあり、パソコンとマルチメディア機の両方で使用できるソフトウェアもあった。

## ゲーム機との違い
ゲーム機との違いは、対象となるソフトウェアがゲームのみかそれ以外も対象としているかである。しかし、昨今ゲーム機においても、ゲーム以外のソフトウェアが提供されることが多くなり、両者の区別はあいまいである。
過去に「マルチメディア機」として売り出された機器の多くが、コンセプトが明確にならずに販売不振に陥ったことや、「マルチメディア」という言葉が新しさを感じさせる言葉ではなくなってきていることなどから、最近ではマルチメディア機の性格を有する機器であっても、ソフトウェアの主軸をゲームに置いた上でゲーム機として売り出す傾向にある。
一方、ゲーム機の高性能化に伴い、従来マルチメディア機でしか実現できなかった、動画や音声を扱うソフトウェアもゲーム機でごく普通に実現することができるため、マルチメディア機をゲーム機とは別に発売する必要はなくなったものとされる。

## 主なマルチメディア機
- マルチメディア機として扱われているもの
  - CD-i
  - Commodore CDTV
  - 3DO
  - FM TOWNS マーティー
  - テラドライブ
  - ピピンアットマーク
  - レーザーアクティブ
  - プレイディア
- ゲーム機として扱われているもの
  - CD-ROM2
  - SUPER CD-ROM2
  - メガCD
  - セガサターン
  - ドリームキャスト
  - PlayStation
  - PlayStation 2
  - PlayStation 3
  - PlayStation 4
  - Wii
  - Wii U
  - Xbox
  - Xbox 360
  - Xbox One